# C/2021 O1 Nishimura
C/2021 O1 Nishimura è una cometa non periodica scoperta il 21 luglio 2021 dall'astrofilo giapponese Hideo Nishimura . Unica particolarità di questa cometa è di aver avuto una MOID con la Terra di sole 0,132 u.a..